# Acacia formidabilis
Acacia formidabilis — вид квіткових рослин з родини бобових. Ареал: Австралія (Західна Австралія).

## Середовище
Росте в піску, в чагарниках або в евкаліптових лісах.

## Біоморфологічна характеристика
Цей вид — розлогий напівкущ у висоту 0,25–0,6 метра, який цвіте з липня по вересень. Гілочки волохаті, мають стійкі загнуті шиповидні прилистки довжиною від 1,5 до 3 мм. Вічнозелені філодії мають нерівнобічну вузькоеліптичну або видовжено-ланцетну форму і можуть бути неглибоко загнуті назад. Блідо-зелені або сіро-зелені, гострі, шкірясті, голі та жорсткі листочки мають довжину від 1,3 до 2,5 см і ширину від 2,5 до 4 мм і мають багато тонких паралельних жилок. Цвіте з серпня по вересень і дає жовті квіти.